# Посёлок Искателей
Иска́телей (нен. Искателей) — рабочий посёлок в России, административный центр Заполярного района Ненецкого автономного округа.
Расположен в 4 км ниже по реке Печора от Нарьян-Мара. К востоку от посёлка находятся озёра Солдатское и Сазоновское.

## Статус и управление
Посёлок Искателей в рамках административно-территориального устройства имеет статус посёлка городского типа районного значения.
В рамках муниципального устройства, он образует муниципальное образование городское поселение «Рабочий посёлок Искателей» с единственным населённым пунктом в его составе.
До 2004 года территория рабочего посёлка Искателей входила в состав муниципального образования «Город Нарьян-Мар» и являлась при этом самостоятельным образованием, жители посёлка принимали участие как в выборах своего Главы администрации и поселкового совета, так и в выборах Главы города Нарьян-Мар.
В соответствии с Федеральным законом от 6 октября 2003 года № 131-ФЗ «Об общих принципах организации местного самоуправления в Российской Федерации», 23 декабря 2004 года Собранием депутатов НАО был принят закон № 286-СД от 23 декабря 2004 года, который исключил из состава муниципального образования «Город Нарьян-Мар» территорию рабочего поселка Искателей, и наделил рабочий посёлок Искателей статусом муниципального образования — городского поселения.

## История
Посёлок Искателей на территории Ненецкого автономного округа образовался как база геологических организаций. 1 апреля 1968 года образована Нефтегазо-разведочная экспедиция глубокого бурения № 5 треста «Войвожнефтегазразведка» Ухтинского территориального геологического управления (Приказ № 1 от 08.04.1968 года).
Название Искателей посёлок получил 20 марта 1974 г.
В 1975 году открыта школа.
С 1 июля 1976 года на базе Нарьян-Марской геофизической партии и газокаротажной партии № 2 Ухтинского территориального геологического управления создана хозрасчетная на самостоятельном балансе Поморская геофизическая партия Архангельского территориального геологического управления с базой в поселке Искателей (Приказ № 208 от 28.04.1976 года по Мингео РСФСР).
Решением Архангельского областного исполнительного комитета № 78 от 01.03.1982 года посёлок Искателей отнесен к категории рабочих поселков.
Решение № 105 Ненецкого окружного исполнительного комитета от 22.03.1982 года гласит:
1. Отнести населённый пункт «Искателей» к категории рабочих поселков с сохранением за ним прежнего наименования.
2. Образовать на территории рабочего поселка Искателей поселковый совет народных депутатов, подчинив его окружному Совету[8].

20 июня 1982 года состоялись выборы народных депутатов Искательского поселкового Совета первого созыва. 25 июня 1982 года состоялась первая организационная сессия народных депутатов.
Административную самостоятельность получил в мае 2005 года, до этого подчинялся администрации Нарьян-Мара.

## Население
| 1989  | 2002  | 2009  | 2010  | 2011  | 2012  | 2013  | 2014  | 2015  |
| ----- | ----- | ----- | ----- | ----- | ----- | ----- | ----- | ----- |
| 8672  | ↘6852 | ↗7292 | ↘6881 | ↗7382 | ↘6936 | ↗7033 | ↗7088 | ↗7179 |
| 2016  | 2017  | 2018  | 2019  | 2020  | 2021  | 2023  |       |       |
| ↗7203 | ↘7178 | ↗7274 | ↗7281 | ↗7387 | ↘7266 | ↘7253 |       |       |

Национальный состав
| Народ                              | Численность, чел. | Доля от указавших национальность, % |
| ---------------------------------- | ----------------- | ----------------------------------- |
| Русские                            | 4.879             | 77,36                               |
| Украинцы                           | 408               | 6,47                                |
| Ненцы                              | 351               | 5,57                                |
| Коми                               | 209               | 3,31                                |
| Белорусы                           | 102               | 1,62                                |
| Лезгины                            | 82                | 1,3                                 |
| Татары                             | 59                | 0,93                                |
| Чуваши                             | 33                | 0,52                                |
| Таджики                            | 26                | 0,41                                |
| Азербайджанцы                      | 25                | 0,4                                 |
| Марийцы                            | 17                | 0,27                                |
| Армяне                             | 17                | 0,27                                |
| Молдаване                          | 15                | 0,24                                |
| Остальные                          | 84                | 1,33                                |
| Всего, от указавших национальность | 6.307             | 100                                 |
| Национальность не указана          | 443               |                                     |

По итогам переписи населения 2020 года проживали следующие национальности (национальности менее 0,1 % и другое, см. в сноске к строке «Другие»):
| Национальность | Численность, чел. | Доля     |
| -------------- | ----------------- | -------- |
| Русские        | 4549              | 62,61 %  |
| Ненцы          | 431               | 5,93 %   |
| Украинцы       | 220               | 3,03 %   |
| Коми           | 169               | 2,33 %   |
| Лезгины        | 74                | 1,02 %   |
| Белорусы       | 58                | 0,80 %   |
| Таджики        | 55                | 0,76 %   |
| Татары         | 37                | 0,51 %   |
| Азербайджанцы  | 34                | 0,47 %   |
| Удмурты        | 15                | 0,21 %   |
| Башкиры        | 15                | 0,21 %   |
| Чуваши         | 14                | 0,19 %   |
| Марийцы        | 13                | 0,18 %   |
| Даргинцы       | 9                 | 0,12 %   |
| Молдаване      | 9                 | 0,12 %   |
| Узбеки         | 8                 | 0,11 %   |
| Другие         | 1556              | 21,40 %  |
| Итого          | 7266              | 100,00 % |

## Экономика
В посёлке расположены несколько предприятий нефтегазового сектора:
- ООО «Башнефть-Полюс»
- АО «Ненецкая нефтяная компания»
- ООО «Нарьянмарнефтегаз»
- ОАО «Нарьян-Марсейсморазведка»
- ЗАО «Арктикнефть»[26], а также предприятие сервиса нефтегазового и энергетического сектора:
- ООО «МК-СЕРВИС»
- ООО «Компания Севергеолдобыча»
- ЗАО «Поморнефтегазгеофизика»

## Микрорайоны
- Центральный
- Факел
- Тиманской экспедиции
- Нарьян-Мар Вилладж
- Угольный

## Улицы
- Ардалина, улица
- Арктический, переулок
- Берёзовая, улица
- Газовиков, переулок
- Геологов, улица
- Геофизиков, переулок
- Губкина, улица
- Дружбы, улица
- Лая-Вожский, проезд
- Ленинградский, переулок
- Летняя, улица
- Международная, улица
- Молодёжная, улица
- Монтажников, улица
- Нефтяников, улица
- Озёрная, улица
- Озерный, переулок
- Песчаный, проезд
- Поморская, улица
- Россихина, улица
- Садецкого, улица
- Северная, улица
- Солнечная, улица
- Спортивная, улица
- Строителей, улица
- Строительный, переулок
- Тиманская, улица
- Угольная, улица
- Юбилейная, улица
- Яралова, улица

## Памятники

### Ликвидированные
- Самолёт Ту-124Ш, бортовой № 35, заводской номер 7350509 (списанный из ВВС России) — в начале 1990-х годов был подарен посёлку по инициативе народного депутата РФ Колтунова А. Б. Самолёт совершил самостоятельный перелёт из Амдермы в Нарьян-Мар, затем с помощью вертолёта Ми-26 был перевезен в посёлок Искателей, и установлен в его центре. Самолёт был главной достопримечательностью посёлка, однако располагавшийся в нём детский клуб «Орион» оказался нерентабельным, и в 2004 году по решению депутатов Искательского поссовета, он был распилен на металлолом[27][28].

### Существующие
- Оружие Победы - Танк Т-34-85 — открыт 8 мая 2015 г. Танк выпущен в конце 1945 г., состоял на вооружении Войска Польского, в 2014 году отреставрирован и доставлен из Польши в Нарьян-Мар[29].
- Памятник геологоразведчикам — открыт в центре посёлка у здания бывшей конторы Нарьян-Марской нефтегазоразведочной экспедиции после реставрации 4 ноября 2014 г. (ранее этот памятник был установлен в 2001 году на въезде в посёлок)[30].
- Памятник Петру и Февронии — открыт 5 ноября 2016 г.[31]
- Памятник «Любовь и верность» — открыт 25 июня 2017 г.[32]

## Транспорт

### Авиатранспорт
В посёлке расположен вертодром «Угольная»

### Автобус
Посёлок Искателей соединён автобусными маршрутами с городом Нарьян-Мар и с посёлком Красное.
- Маршрут № 411: г. Нарьян-Мар — п. Искателей
- Маршрут № 413: г. Нарьян-Мар (п. Городецкий) — п. Искателей
- Маршрут № 415: г. Аэропорт — п. Искателей
- Маршрут № 101: п. Искателей — п. Красное
- С 1 марта 2021 г. введён внутрипоселковый кольцевой маршрут № 10 «посёлок Искателей — улица Дружбы - посёлок Искателей»[33].